# Активний автопотяг
Активний автопотяг — автопотяг з активізацією причіпних ланок шляхом підведення крутного моменту до коліс їх окремих чи всіх ходових осей.
Привід коліс причепів, напіпричепів і розпусків активних автопотягів часто розглядають як бустерний (додатковий) тільки для важких дорожніх умов. Однак може виникнути потреба в застосуванні активізації причіпних ланок не тільки на нижчих передачах, наприклад, — на ділянках доріг із малим значенням коефіцієнтів зчеплення і опору рухові.

## Вимоги до конструкції приводів
Головні вимоги до приводів періодичної дії коліс причепів, напівпричепів або розпусків з відбором потужності від двигуна тягача та активних потягів в цілому:
- Для автопотягів середньої вантажності конструкція приводу повинна забезпечувати можливість його роботи під час руху зі швидкістю до 15—20 км/год.
- Елементи конструкції приводу повинні розраховуватися для прохідності ділянок бездоріжжя з коефіцієнтом опору ψ = 0,3 і для короткочасної реалізації коефіцієнта зчеплення φ = 0,6 − 0,7.
- Результати чисельних випробувань показують, що для повної реалізації зчіпних властивостей, а також підвищення динамічних показників питома потужність активних автопотягів повинна бути понад 7—9 кВт/т.
- Для забезпечення мінімального опору під час руху активного автопотяга його конструкція повинна передбачити кінематичну невідпривідність між колесами тягача і причепа (напівпричепа) до 3—4 %. Ця вимога особливо важлива для активних сідлових автопотягів із некерованими колесами напівпричепа.

Вимоги до активних автопотягів з приводом постійної дії є аналогічними до вимог, які повинні забезпечувати приводи звичайних багатопривідних колісних машин.
У теперішній час є три головних напрями активізації причепів і напівпричепів:
- застосування різноманітних типів приводів (механічного, гідрооб'ємного, електричного) для передачі потужності на тягові осі причепа або напівпричепа безпосередньо від двигуна тягача;
- розміщення на причіпній ланці автономної силової установки для приводу його коліс;
- використання так званих підставних тягових мостів з розміщенням на них силової установки.

Найпростішим і ефективним способом є активізація осей причепів і напівпричепів шляхом відбору потужності від двигуна тягача.
Активізація за рахунок встановлення додаткового двигуна в основному має за мету підвищення середніх швидкостей руху на дорогах із твердим покриттям. Крім цього, останні два напрями активізації видаються досить складними і вимагають для забезпечення надійної роботи застосування спеціальної дистанційної системи керування.

## Класифікація автопотягів
Класифікація активних автопотягів виконується за такими ознаками: за видом і типом приводу, за складом, за схемою керування; за способом активізації. Крім цього, привід може бути постійної і періодичної дії.